# Linda Nosková

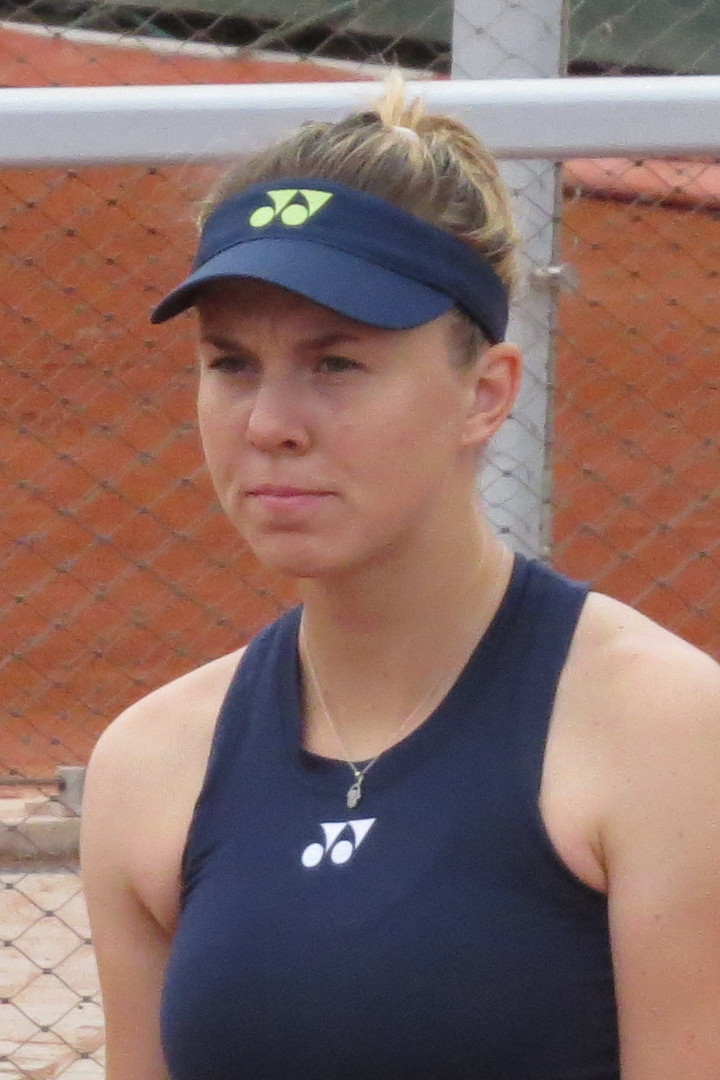
Roland Garros 2022 (kwalificatie)

Linda Nosková (Vsetín, 17 november 2004) is een tennisspeelster uit Tsjechië. Nosková begon met tennis toen zij zeven jaar oud was. Haar favoriete ondergrond is hardcourt. Zij speelt rechtshandig en heeft een tweehandige backhand. Zij is actief in het internationale tennis sinds 2019.

## Loopbaan

### Junioren
Op het juniorentoernooi van Roland Garros 2021 won zij de meisjesenkelspelfinale van Russin Erika Andrejeva. Op de ITF-juniorenranglijst bereikte zij de 5e plaats (juni 2021).

### Enkelspel
Nosková debuteerde in 2019 op het ITF-toernooi van Lousada (Portugal). Zij stond in 2021 voor het eerst in een finale, op het ITF-toernooi van Sharm-el-Sheikh (Egypte) – zij verloor van de Wit-Russin Shalimar Talbi. Een maand later veroverde Nosková haar eerste titel, op het ITF-toernooi van Bratislava (Slowakije), door de Tsjechische Tereza Smitková te verslaan. Tot op heden(juli 2025) won zij zes ITF-titels, de meest recente in 2022 in Versmold (Duitsland).
In 2020 speelde Nosková voor het eerst op een WTA-hoofdtoernooi, op het toernooi van Praag.
In 2022 kwalificeerde Nosková zich voor het hoofdtoernooi van Roland Garros. Daarmee maakte zij haar entrée tot de top 150 van de wereldranglijst. In augustus stootte zij door naar de top 100.
Zij stond in januari 2023 voor het eerst in een WTA-finale, op het eerste toernooi van Adelaide – zij verloor van Aryna Sabalenka. In februari haakte zij nipt aan bij de top 50 van de wereldranglijst. Ook in Praag kwam zij tot de finale, die zij moest prijsgeven aan de Japanse Nao Hibino.
Op het Australian Open 2024 versloeg Nosková wereldranglijstleider Iga Świątek, waarna zij doorstootte tot de kwartfinale. In augustus won zij haar eerste WTA-titel op het toernooi van Monterrey, waar zij de Nieuw-Zeelandse Lulu Sun in de finale versloeg.
Haar hoogste notering op de WTA-ranglijst is de 23e plaats, die zij bereikte in juli 2025.

### Dubbelspel
Nosková is in het dubbelspel minder actief dan in het enkelspel. Zij debuteerde in 2019 op het ITF-toernooi van Turijn (Italië), samen met de Italiaanse Federica Trevisan. Zij stond in 2021 voor het eerst in een finale, op het ITF-toernooi van Netanja (Israël), samen met de Zweedse Fanny Östlund – zij verloren van het Israëlische duo Lina Glushko en Shavit Kimchi. In 2022 veroverde Nosková haar eerste titel, op het ITF-toernooi van Nur-Sultan (Kazachstan), samen met Russin Jekaterina Makarova, door het duo Anna Sisková en Maria Timofejeva te verslaan.
In juni 2022 speelde Nosková voor het eerst op een WTA-hoofdtoernooi, op het toernooi van Makarska, samen met Oksana Selechmetjeva – zij bereikten er de tweede ronde.
Nosková stond in 2024 voor het eerst in een WTA-finale, op het toernooi van Abu Dhabi, samen met de Britse Heather Watson – zij verloren van het Amerikaanse koppel Sofia Kenin en Bethanie Mattek-Sands. Door dit resultaat kwam zij binnen op de top 150 van de wereldranglijst. In maart haakte zij nipt aan bij de top 100.
Haar hoogste notering op de WTA-ranglijst is 60e plaats, die zij bereikte in augustus 2024.

### Tennis in teamverband
In de periode 2023–2024 maakte Nosková deel uit van het Tsjechische Fed Cup-team – zij vergaarde daar een winst/verlies-balans van 2–3.

## Posities op deWTA-ranglijst
Positie per einde seizoen:
| jaar | rang enkelspel | rang dubbelspel |
| ---- | -------------- | --------------- |
| 2019 | –              | 1221            |
| 2020 | 1027           | 1192            |
| 2021 | 317            | 502             |
| 2022 | 91             | 180             |
| 2023 | 41             | 198             |
| 2024 | 26             | 65              |

## Palmares
| Legenda                 |
| ----------------------- |
| Grandslamtoernooi       |
| Olympische Spelen       |
| Year-End Championships  |
| Premier Mandatory       |
| Premier Five / WTA 1000 |
| Premier / WTA 500       |
| International / WTA 250 |
| Challenger / WTA 125    |

### Overwinningen op een regerend nummer 1
Nosková heeft tot op heden éénmaal een partij tegen een op dat ogenblik heersend leider van de wereldranglijst gewonnen (peildatum 20 januari 2024):
| nr. | datum      | toernooi        | ronde       | tegenstandster | score         |         |
| --- | ---------- | --------------- | ----------- | -------------- | ------------- | ------- |
| 1.  | 2024-01-20 | Australian Open | derde ronde | Iga Świątek    | 3-6, 6-3, 6-4 | details |

### WTA-finaleplaatsen enkelspel
| nr.              | finale     | toernooi      | ondergrond | tegenstandster  | score         |         |
| ---------------- | ---------- | ------------- | ---------- | --------------- | ------------- | ------- |
| gewonnen finales |            |               |            |                 |               |         |
| 1.               | 2024-08-24 | WTA Monterrey | hardcourt  | Lulu Sun        | 7-6, 6-4      | details |
| verloren finales |            |               |            |                 |               |         |
| 1.               | 2023-01-08 | WTA Adelaide  | hardcourt  | Aryna Sabalenka | 3-6, 6-7      | details |
| 2.               | 2023-08-07 | WTA Praag     | hardcourt  | Nao Hibino      | 4-6, 1-6      | details |
| 3.               | 2025-07-26 | WTA Praag     | hardcourt  | Marie Bouzková  | 6-2, 1-6, 3-6 | details |

### WTA-finaleplaatsen vrouwendubbelspel
| nr.              | finale     | toernooi      | ondergrond | partner            | tegenstandsters                      | score    |         |
| ---------------- | ---------- | ------------- | ---------- | ------------------ | ------------------------------------ | -------- | ------- |
| gewonnen finales |            |               |            |                    |                                      |          |         |
| geen             |            |               |            |                    |                                      |          |         |
| verloren finales |            |               |            |                    |                                      |          |         |
| 1.               | 2024-02-11 | WTA Abu Dhabi | hardcourt  | Heather Watson     | Sofia Kenin Bethanie Mattek-Sands    | 4-6, 6-7 | details |
| 2.               | 2025-04-20 | WTA Rouen     | gravel (i) | Irina Chromatsjova | Aleksandra Krunić Sabrina Santamaria | 0-6, 4-6 | details |

### Gewonnen ITF-toernooien enkelspel
| nr. | finale     | toernooi          | dotatie   | ondergrond    | tegenstandster in finale | score         |
| --- | ---------- | ----------------- | --------- | ------------- | ------------------------ | ------------- |
| 1.  | 2021-03-21 | Bratislava        | $ 15.000  | hardcourt     | Tereza Smitková          | 4-6, 7-6, 7-5 |
| 2.  | 2021-03-28 | Bratislava        | $ 15.000  | hardcourt     | Iva Primorac             | 6-3, 7-6      |
| 3.  | 2021-08-29 | Přerov            | $ 60.000  | gravel        | Alexandra Ignatik        | 6-7, 6-4, 6-3 |
| 4.  | 2021-11-28 | Milovice          | $ 25.000  | hardcourt (i) | Nikola Bartůňková        | 6-3, 6-4      |
| 5.  | 2022-04-03 | Croissy-Beaubourg | $ 60.000  | hardcourt (i) | Léolia Jeanjean          | 6-3, 6-4      |
| 6.  | 2022-07-10 | Versmold          | $ 100.000 | gravel        | Ysaline Bonaventure      | 6-1, 6-3      |

## Resultaten grandslamtoernooien
| Legenda | Legenda                          |
| ------- | -------------------------------- |
| g.t.    | geen toernooi gehouden           |
| l.c.    | lagere categorie                 |
| –       | niet deelgenomen                 |
| G       | uitgeschakeld in de groepsfase   |
| 1R      | uitgeschakeld in de eerste ronde |
| 2R      | uitgeschakeld in de tweede ronde |
| 3R      | uitgeschakeld in de derde ronde  |
| 4R      | uitgeschakeld in de vierde ronde |
| KF      | uitgeschakeld in de kwartfinale  |
| HF      | uitgeschakeld in de halve finale |
| F       | de finale verloren               |
| W       | het toernooi gewonnen            |
| w-v     | winst/verlies-balans             |

### Enkelspel
| toernooi        | 2022 | 2023 | 2024 | 2025 |
| --------------- | ---- | ---- | ---- | ---- |
| Australian Open | –    | –    | KF   | 1R   |
| Roland Garros   | 1R   | 2R   | 2R   | 1R   |
| Wimbledon       | –    | 1R   | 2R   | 4R   |
| US Open         | 1R   | 2R   | 1R   |      |

### Vrouwendubbelspel
| toernooi        | 2022 | 2023 | 2024 | 2025 |
| --------------- | ---- | ---- | ---- | ---- |
| Australian Open | –    | –    | 2R   | 1R   |
| Roland Garros   | –    | 2R   | 2R   | 1R   |
| Wimbledon       | –    | 1R   | 1R   | 1R   |
| US Open         | 2R   | 2R   | 1R   |      |